# 澳大利亞舌珍魚
澳大利亞舌珍魚，為輻鰭魚綱水珍魚目水珍魚科的其中一種，為溫帶海水魚，分布於西南太平洋澳洲東部海域，水深140-331公尺，體長可達24公分，棲息在底層水域，生活習性不明。

## 扩展阅读
維基物種上的相關：澳大利亞舌珍魚